# Dodge DG-Serie
Der Dodge DG-Serie war ein PKW der Firma Dodge in Detroit, der als größeres Schwestermodell der DC-Serie im Januar 1931 vorgestellt wurde.
Der Wagen besaß einen seitengesteuerten 8-Zylinder-Reihenmotor mit 3938 cm³, der eine Leistung von 84 PS (62 kW) abgab. Über eine Einscheiben-Trockenkupplung und ein Dreiganggetriebe mit Mittelschaltung wurden die Hinterräder angetrieben. Alle vier Räder hatten hydraulische Bremsen. Der Radstand des Fahrgestells betrug 3004 mm. Als Aufbauten wurden eine viertürige Limousine, ein zweitüriges Coupé und ein zweitüriges Cabriolet angeboten. Daneben gab es den DG auch als Fahrgestell mit allen mechanischen Komponenten für Kunden, die selbst einen Karosseriebaubetrieb beauftragen wollten.
Ab Juli 1931 fiel das Cabriolet weg; stattdessen wurden ein viertüriger Phaeton und zwei weitere Coupés angeboten.
Im Januar 1932 ersetzte die DK-Serie den DG.